# Розгортка многогранника

Розгортка октаедра на площину

Розгортка додекаедра

Ще одна розгортка додекаедра

Розгортка многогранника — набір з'єднаних ребрами полігонів у площині, які можна зігнути (уздовж ребер) та склеїти вздовж межі, перетворивши на грані многогранника. Розгортки многогранників використовуються при вивченні многогранників і стереометрії взагалі. Використовуючи розгортку многогранника легко виготовити просторову модель многогранника, наприклад, з картону.
Нескладно побачити, що для одного й того ж многограннику можуть існувати різні розгортки.
Площа поверхні многогранника — це сума площ усіх його граней, вона дорівнює площі розгортки даного многогранника.

## Розгортки у просторах вищих вимірів
Геометричну концепцію розгорток можна узагальнити на простори вищих вимірів. На зображенні ліворуч наведена розгортка 4-х вимірного куба.
| 4-куб | Зрізаний тесеракт | Ікосітетрахорон |